# 奥雷斯特·卡普佐
奥雷斯特·卡普佐（義大利語：Oreste Capuzzo，1908年12月7日—1985年12月5日），意大利男子体操运动员。他曾获得1932年夏季奥运会体操比赛男子团体全能金牌。他也参加了1936年夏季奥运会，未收获奖牌。